# Conioscinella perlineata
Conioscinella perlineata är en tvåvingeart som beskrevs av Oswald Duda 1930. Conioscinella perlineata ingår i släktet Conioscinella och familjen fritflugor. Inga underarter finns listade i Catalogue of Life.